# Edward Markiewicz (1899–1944)

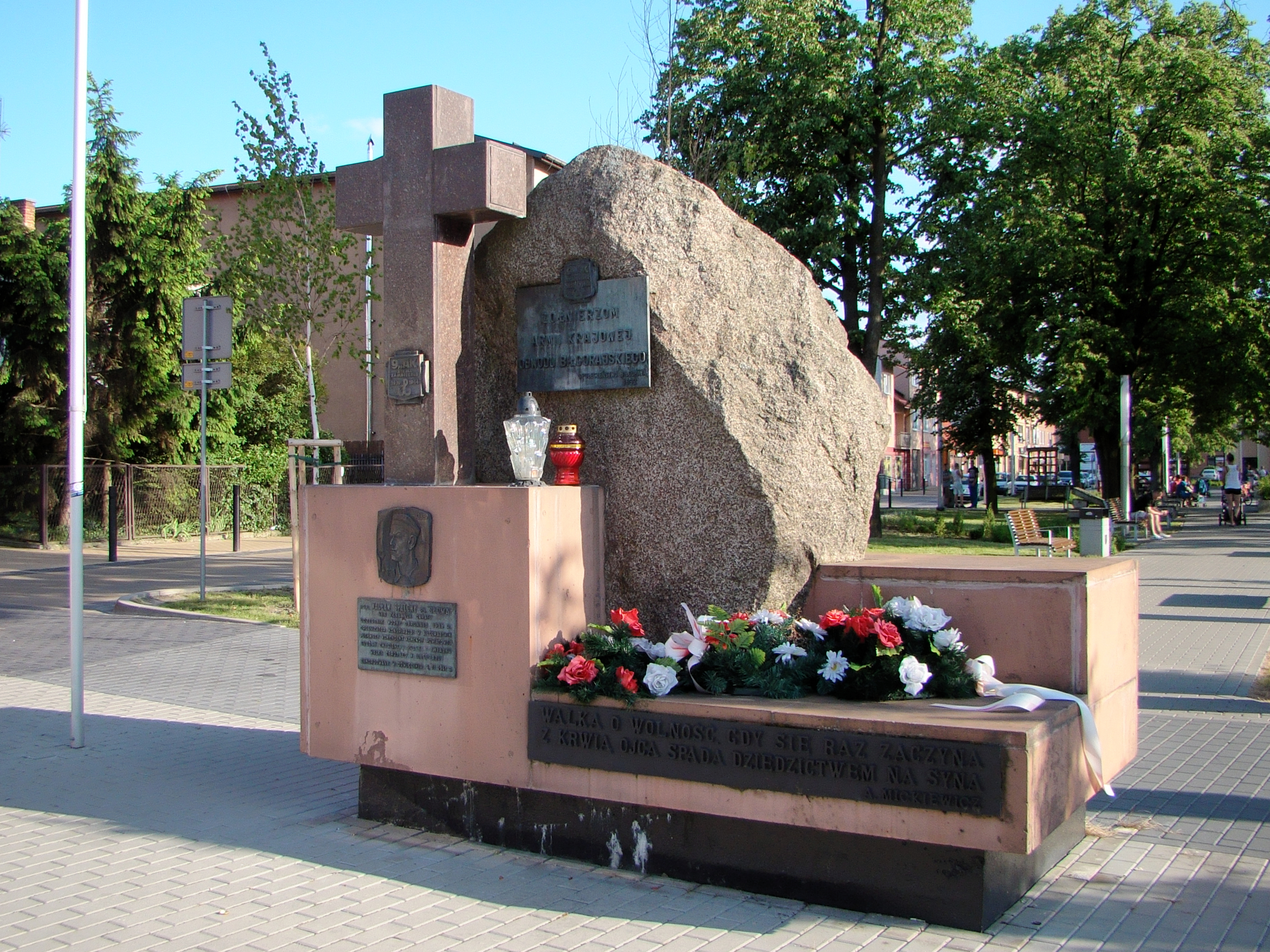
Pomnik ku pamięci żołnierzy AK Obwodu Biłgoraj

Edward Markiewicz, ps. Jurand, Kłos, Głóg, Kalina (ur. 6 czerwca 1899 w Skale, zm. w czerwcu 1944) – major Wojska Polskiego i Armii Krajowej, inspektor Inspektoratu Rejonowego Zamość Armii Krajowej.

## Służba w Cesarskiej i Królewskiej Armii, i Wojsku Polskim
W czasie I wojny światowej służył w cesarskiej i królewskiej armii na froncie włoskim w okolicach Bozen i Meran. Służbę zakończył w 1918 w stopniu podchorążego. 
W tym samym roku związał się z Wojskiem Polskim walcząc we Lwowie. Po zakończeniu działań wojennych z Ukraińcami, przystąpił do działań przeciwko Rosji Sowieckiej w wojnie polsko-bolszewickiej w latach 1919–1921. Awansował na podporucznika, brał udział w walkach od Kijowa aż do bitwy warszawskiej.
W okresie międzywojennym służył na Kresach Rzeczypospolitej, w garnizonach: Lwów, Grodno (w 1924 był członkiem komisji gospodarczej w 81 pułku piechoty i oficerem nadetatowym Okręgowego Zakładu Gospodarczego Nr 3, Wilno (w 1928 pełnił służbę w Rejonowym Zakładzie Żywnościowym Wilno), Brześć nad Bugiem, a potem w twierdzy modlińskiej (w 1932 r. był płatnikiem w 3 pułku pancernym, w 1935 przeniesiony został z Centrum Wyszkolenia Czołgów i Samochodów Pancernych do 1 batalionu saperów Legionów w Modlinie na stanowisko płatnika). Na stopień kapitana został mianowany ze starszeństwem z 19 marca 1939 i 23. lokatą w korpusie oficerów intendentów. W tym czasie w dalszym ciągu pełnił służbę w 1 batalionie saperów na stanowisku oficera gospodarczego.
Podczas kampanii wrześniowej jego batalion wziął udział w walkach na Zamojszczyźnie razem z Grupą płk. dypl. Zieleniewskiego. Podczas starcia pod Dzwolą k. Frampola Markiewicz dostał się do niewoli radzieckiej razem ze swoim batalionem. Następnie został przeniesiony do Lwowa, skąd uciekł wraz z płk. Zieleniewskim. Ukrywał się we Lwowie, a następnie przedostał się do Generalnego Gubernatorstwa.

## Konspiracja i partyzantka Armii Krajowej
W marcu 1941 został skierowany przez Kedyw na zastępcę komendanta obwodu zamojskiego AK, a potem na komendanta obwodu.
W latach 1942–1943 żołnierze jego okręgu przeciwstawiali się wysiedleniom Polaków w akcji Wehrwolf, wywózkom Żydów i Romów do Majdanka, napadali na posterunki żandarmerii (m.in rozbicie posterunku w Biłgoraju) oraz toczyli regularne bitwy z regularną armią niemiecką, m.in. Bitwa pod Długim Kątem, Zaborecznem, Różą i Wojdą.
W 1944 objął dowództwo nad oddziałami AK w Lasach Janowskich, później nad zgrupowaniem AK w Puszczy Solskiej podczas akcji Sturmwind II. Jego 1600 żołnierzy (lub 800 według innego źródła) oraz około 2000 partyzantów radzieckich, stawiało opór ok. 25–30 tys. żołnierzy niemieckich, którzy w ramach tejże akcji okrążyli Puszczę i dążyli do całkowitego zniszczenia oddziałów partyzanckich na tym terenie. Partyzanci radzieccy oraz oddziały AL wydostały się z okrążenia, natomiast oddziały AK zgodnie z jego rozkazem cofały się w głąb Puszczy, co zaowocowało ich zniszczeniem.
Major Edward Markiewicz poległ najprawdopodobniej 24 czerwca 1944 w godzinach rannych. Według niektórych źródeł popełnił samobójstwo – wcześniej, obwiniając się za ciężką sytuację AKowców przeżył silne załamanie nerwowe. Jego następcą został rotmistrz Mieczysław Rakoczy ps. Miecz, a następnie por. Konrad Bartoszewski ps. Wir. Grób majora znajduje się na cmentarzu w Zwierzyńcu.
Od 1930 był żonaty z Heleną z Juczasów Jesionkową.
Jego brat Władysław ps. Skała (1889–1943) był kwatermistrzem Obwodu Biłgorajskiego AK i kierownikiem Oddziału Rady Głównej Opiekuńczej, kapitan rezerwy, aresztowany przez Gestapo 7 grudnia 1943, w czasie śledztwa okrutnie torturowany, zachował niezłomną postawę, zamordowany 9 grudnia 1943 w gmachu biłgorajskiego Gestapo, rozkazem Komendanta Sił Zbrojnych w Kraju odznaczony pośmiertnie Orderem Virtuti Militari V klasy.

## Awanse
- porucznik - ze starszeństwem z dniem 1 listopada 1920 r. w korpusie oficerów zawodowych administracji – grupa oficerów gospodarczych (w 1933 r. z tym samym starszeństwem zajmował 1 lokatę w korpusie oficerów intendentów)
- major

## Ordery i odznaczenia
- Krzyż Srebrny Orderu Wojskowego Virtuti Militari
- Medal Niepodległości (9 listopada 1933)[7][1]
- Srebrny Krzyż Zasługi[1]
- Medal 10 Rocznicy Wojny Niepodległościowej (Łotwa)[8]

## Upamiętnienie
Imię majora Edwarda Markiewicza ps. „Kalina” nosi Szkoła Podstawowa w Osuchach, w gminie Łukowa.